# Joe Nanton
Pour les articles homonymes, voir Nanton (homonymie).
Joe « Tricky Sam » Nanton est un tromboniste de jazz né le 1er février 1904 à New York et mort le 20 juillet 1946 à San Francisco (Californie).

## Biographie
Joe Nanton commence sa carrière dans les orchestres de Cliff Jackson  puis d’Elmer Snowden. De 1926 à 1946, il est membre l’orchestre de Duke Ellington dont il est un des solistes vedettes. Lui, et son confrère trompettiste Bubber Miley, sont les principaux artisans de la couleur sonore très expressionniste du  style « jungle » pratiqué par l'orchestre dans les années 1930.
« Tricky Sam » Nanton était un spécialiste de la «  plunger mute »   ( « sourdine wah-wah ») et des effets de « growl » (grognement).